# جوردان كروفورد
جوردان كروفورد (بالإنجليزية: Jordon Crawford)‏ مواليد 17 يوليو 1990 في سينسيناتي، هو لاعب كرة سلة أمريكي. بدأ مسيرته الاحترافية في سنة 2014. يلعب مع كانتون شارج في دوري الرابطة الوطنية لفئة التطوير. يحمل الرقم 1. يبلغ طوله 5 قدم 6 بوصة (1.7 م). لعب مع ويستتشستر نيكس.

## روابط خارجية
- جوردان كروفورد على موقع كرة السلة الأوروبية.كوم (الإنجليزية)
- جوردان كروفورد على موقع كلية كرة السلة في سبورتس رفرنس.كوم (الإنجليزية)
- جوردان كروفورد على موقع ريلجم (الإنجليزية)
- جوردان كروفورد على موقع بروبوليرز (الإنجليزية)
- جوردان كروفورد على موقع سبورتس رفرنس (الإنجليزية)
- جوردان كروفورد على موقع سبورتس رفرنس (الإنجليزية)